# Варакляни
Варакляни (произношение) (на латвийски: Varakļāni) е град в централна Латвия, намиращ се в историческата област Видземе. През 1928 Варакляни получава статут на град. Населението на града е 1815 жители (по приблизителна оценка от януари 2018 г.).